# برازوریا (تگزاس)
برازوریا، تگزاس(به انگلیسی: Brazoria, Texas) شهری در ایالت تگزاس از ایالات جنوبی ایالات متحده آمریکا است. در سرشماری سال ۲۰۰۰، جمعیت این شهر ۲۷۸۷ نفر اعلام شد.